# 티타노산

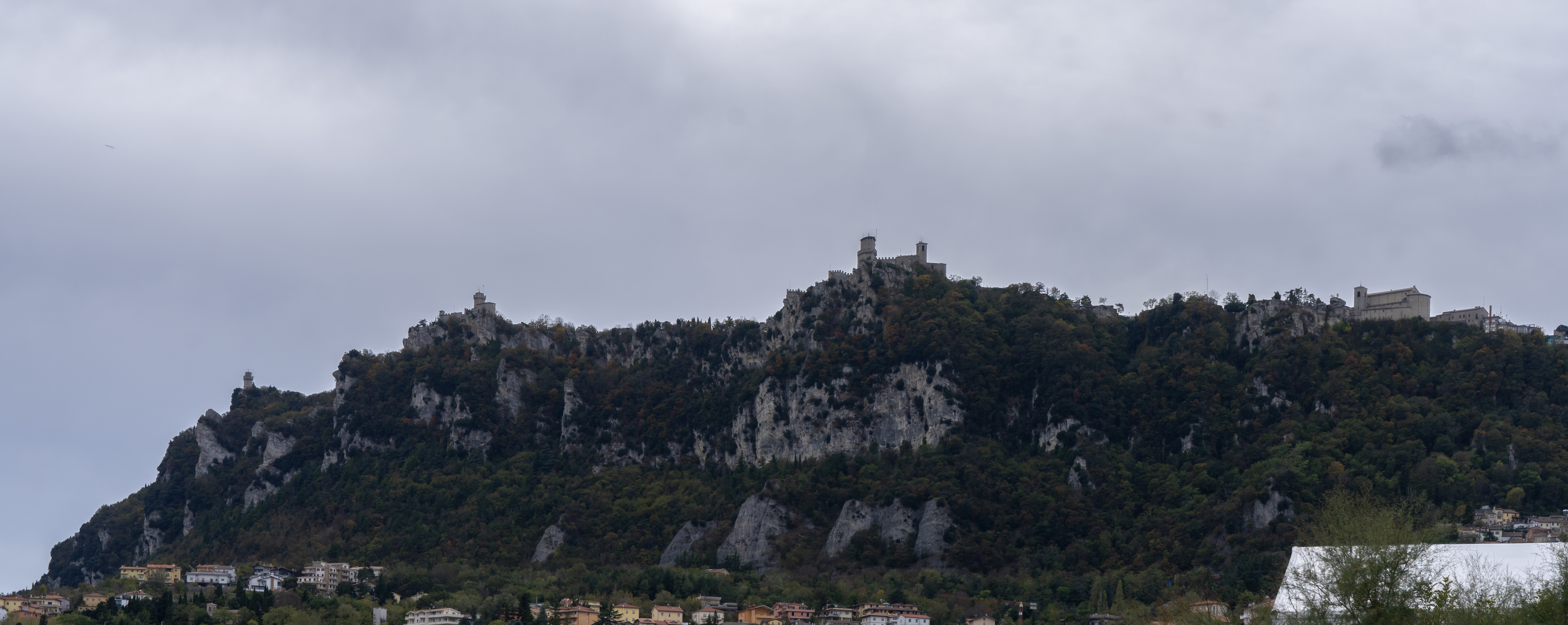
티타노산

티타노산(이탈리아어: Monte Titano)는 산마리노의 산이다. 아펜니노산맥의 일각을 이루고 있다. 산마리노의 최고봉으로 해발 739 m이다. 2008년 산마리노시의 사적과 함께 유네스코 세계 유산에 등록되었다.